# Veterinární lékař

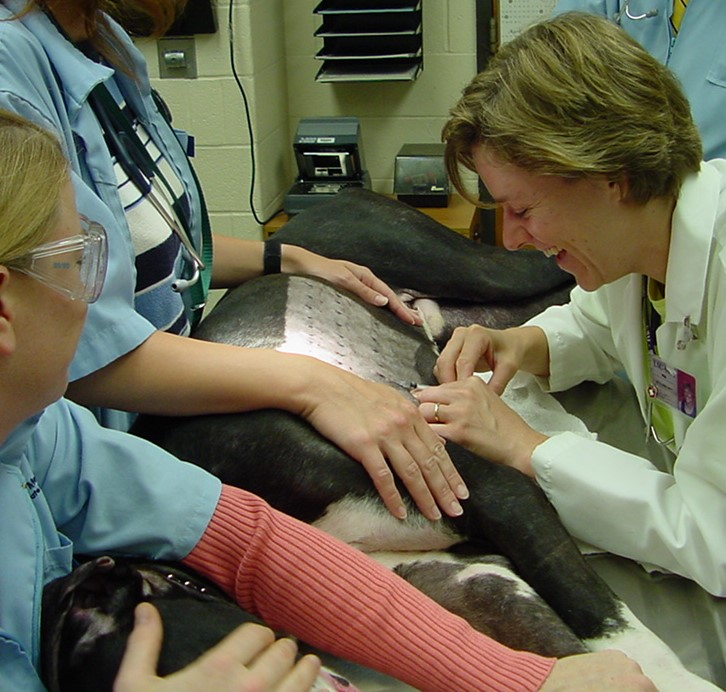
Veterinář

Veterinární lékař (veterinář, zvěrolékař) je absolvent šestiletého studijního programu veterinární lékařství na Fakultě veterinárního lékařství nebo šestiletého programu veterinární hygiena a ekologie na Fakultě veterinární hygieny a ekologie Veterinární univerzity Brno, má titul „doktor veterinární medicíny“ (ve zkratce MVDr., lat. medicinae veterinariae doctor, v anglosaských zemích ve zkratce DVM). Úkolem veterináře je pečovat o zdraví a pohodu zvířat, ale také chránit zdraví člověka kontrolováním výroby a distribuce potravin živočišného původu.

## Stavovské organizace
V Česku veterinární lékaře sdružuje Komora veterinárních lékařů České republiky, přičemž členství je zákonnou povinností pro všechny veterinární lékaře, kteří provádějí veterinární terapeutickou a diagnostickou praxi. Zákonná povinnost vychází z ustanovení zákona 381/1991 Sb., O Komoře veterinárních lékařů. Mezi další, menší sdružení se řadí například Česká společnost veterinárních stomatologů , Česká asociace veterinárních lékařů malých zvířat nebo Česká asociace veterinářů zoozvířat a volně žijících zvířat.  Členství v menších sdruženích je dobrovolné.